# Leon van Halder
Leon (L.A.H.) van Halder ('s-Hertogenbosch, 16 februari 1955 - Den Haag, 27 maart 2019) was een Nederlands topambtenaar en bestuurder.
Van Halder studeerde onderwijskunde aan de Universiteit Utrecht en werkte als ambtenaar bij de gemeente Houten, de Vereniging van Nederlandse Gemeenten en het Ministerie van Onderwijs, Wetenschappen en Cultuur. Hij werkte zich op tot directeur-generaal Openbaar Bestuur (Binnenlandse Zaken, tot 2007), Wonen, Wijken en Integratie (VROM, 2007-2009) en Curatieve Zorg (VWS, 2009-2013). Vervolgens werd hij in 2013 benoemd tot Secretaris-generaal op het Ministerie van Volksgezondheid, Welzijn en Sport als opvolger van Geert van Maanen. Hij was hierbij onder meer verantwoordelijk voor een hoofdlijnenakkoord met de universitair medisch centra, ziekenhuizen, patiëntenverenigingen en zorgverzekeraars. In 2013 werd hij door Binnenlands Bestuur uitgeroepen tot overheidsmanager van het jaar.
Twee jaar later vertrok hij alweer, om bestuursvoorzitter bij Radboudumc in Nijmegen te worden. Daarnaast vervult hij enkele bestuurs- en toezichtsfuncties in de (semi-)publieke sector. In mei 2017 legde hij vanwege gezondheidsproblemen zijn functie tijdelijk neer. Sinds oktober 2017 heeft hij zijn werk als voorzitter van het Radboudumc weer opgepakt, maar maakte in maart 2019 bekend dat hij vanwege gezondheidsproblemen deze functie neerlegt.
Op 28 maart 2019 werd bekend dat van Halder was overleden.